# 貝里峰
85°26′S 138°32′W / 85.433°S 138.533°W
貝里峰（英語：Berry Peaks）是南極洲的山峰，位於瑪麗伯德地，處於里迪冰川終點以南19公里，在羅斯冰架和沃森海崖之間，美國地質調查局根據測量和該國海軍的空中照片繪入地圖，現時由南極條約體系管理。